# Janusz Gniatkowski

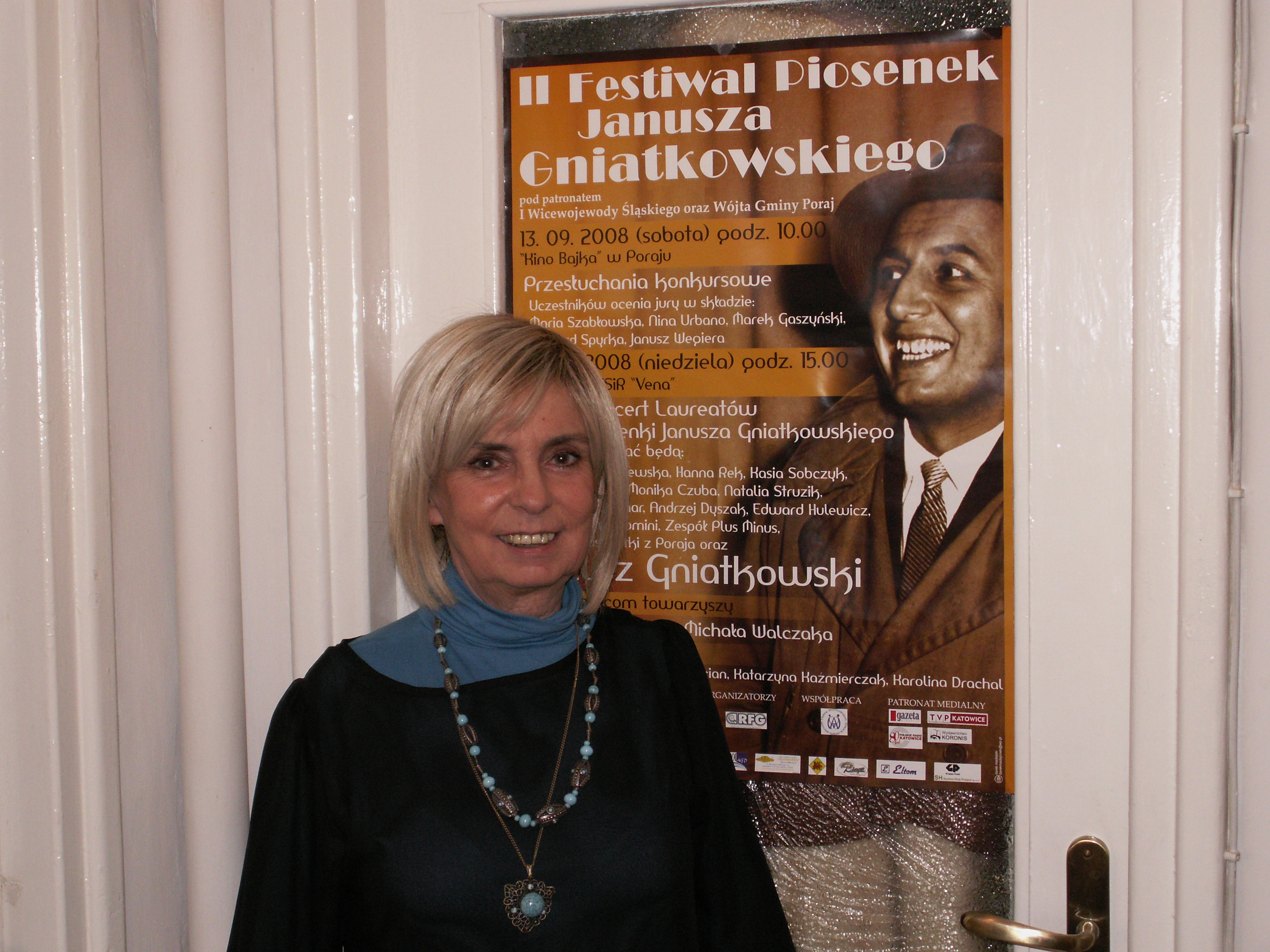
Krystyna Maciejewska na tle plakatu męża.

Janusz Gniatkowski (ur. 6 czerwca 1928 we Lwowie, zm. 24 lipca 2011 w Poraju) – polski piosenkarz.

## Życiorys
W dzieciństwie należał do chóru kościelnego. Po II wojnie światowej, w 1946 roku, osiadł w Katowicach.
Jego talentem zainteresował się Waldemar Kazanecki. Pierwsze nagrania zarejestrował z katowickim zespołem Jerzego Haralda w 1954. Rok później z Nataszą Zylską i Janem Dankiem ruszył na tournée po Polsce, ZSRR, NRD, Czechosłowacji, Mongolii, RFN, Francji i Austrii. Pracowali razem do 1960 roku zmieniając zespoły, Najpierw był Kazanecki, a w ostatnich latach Juliusz Skowronski. Potem często wyjeżdżał do USA, Kanady, Australii. Nagrywał z orkiestrami Jana Cajmera i Zygmunta Wicharego.
W 2004 w Filharmonii Częstochowskiej Gniatkowski świętował 50-lecie działalności artystycznej. Koncert zarejestrowała i emitowała TVP. W dniach 15–16 września 2007 odbył się I Festiwal Piosenek Janusza Gniatkowskiego, w którym również sam artysta brał udział. W czerwcu 2008, z okazji 80. urodzin Janusza Gniatkowskiego, odbył się uroczysty koncert, na którym również śpiewał sam Jubilat. W dniach 13–14 września 2008 miał miejsce II Festiwal Piosenek Janusza Gniatkowskiego, również z jego udziałem.
W 1979 otrzymał Złoty Krzyż Zasługi. W 1999 za wybitne zasługi w pracy artystycznej został odznaczony Krzyżem Kawalerskim Orderu Odrodzenia Polski.
Zmarł 24 lipca 2011 roku w Poraju; jego pogrzeb odbył się cztery dni później na Cmentarzu Kule w Częstochowie.

## Życie prywatne
Szwagierką Gniatkowskiego była piosenkarka Nina Urbano.
Jego pierwszą żoną (od 1949 roku) była łyżwiarka figurowa mistrzyni Polski Stefania Kalus, a drugą (aż do śmierci) – Krystyna Maciejewska piosenkarka, autorka tekstów piosenek, scenarzystka, reżyser. Razem koncertowali 25 lat w kraju grając łącznie 300 koncertów rocznie, a także za granicą – m.in. w ZSRR, Austrii (Wiedeń), Danii (Kopenhaga) oraz w USA, gdzie zostali odznaczeni wraz z zespołem Medalem 200-lecia Stanów Zjednoczonych. Wystąpił także na Festiwalu w Opolu w 1989 r., śpiewając wiązankę swoich starych przebojów z Krystyną Maciejewską i Tadeuszem Bratusem

2 lutego 1991 r. w Częstochowie Gniatkowski uległ poważnemu wypadkowi – został potrącony przez samochód fiat 126p na przejściu dla pieszych. Artysta doznał m.in. otwartego złamania nogi, urazu czaszki. Operowany był na Oddziale Chirurgii Urazowej szpitala im. Rydygiera w Częstochowie, potem Szpitalu Górniczego w Sosnowcu, a następnie w Lubiniu. Po latach rehabilitacji powoli wracał na scenę, brał udział w kilku programach telewizyjnych, a następnie na festiwalach swojej twórczości. Swoje 80. urodziny spędził w Filharmonii Częstochowskiej, gdzie zorganizowano koncert złożony wyłącznie z jego twórczości.

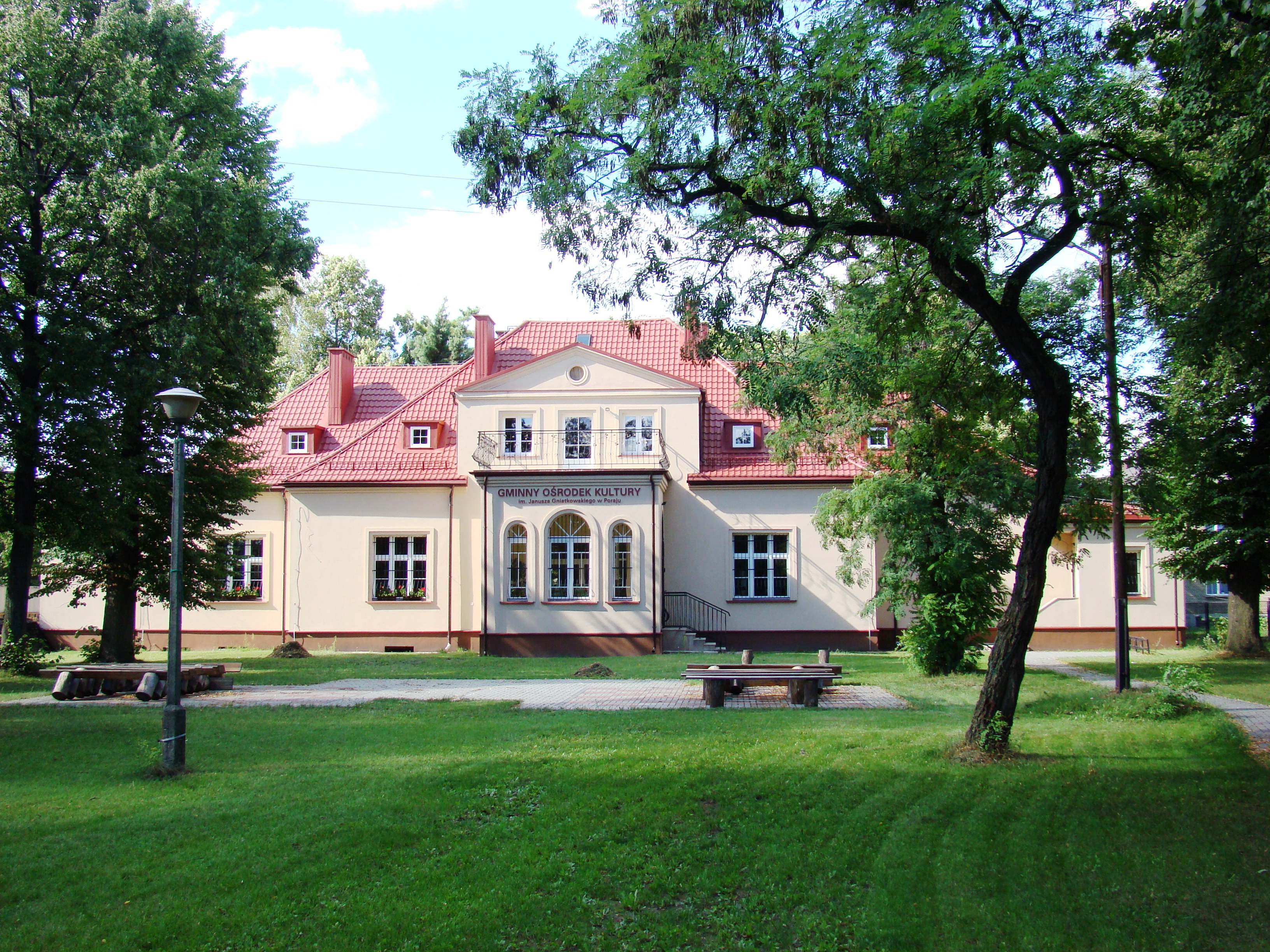
Gminny Ośrodek Kultury im. Janusza Gniatkowskiego w Poraju.

## Upamiętnienie artysty
Imieniem Janusza Gniatkowskiego nazwano Gminny Ośrodek Kultury w Poraju oraz Skwer w Częstochowie. W Poraju od 2007 r, odbywa się Festiwal Piosenki Janusza Gniatkowskiego, którego pomysłodawcą, scenarzystą, reżyserem, producentem i dyrektorem artystycznym, a obecnie także konsultantem artystycznym jest jego żona – Krystyna Maciejewska.
6 kwietnia 2019 telewizja Polsat wyemitowała siódmy odcinek jedenastej edycji programu Twoja twarz brzmi znajomo, gdzie w rolę artysty wcielił się Kazimierz Mazur, który wykonał Piosenkę kubańską.

## Wybrane nagrania
- Apassionata (3 grudnia 1955 – nagr. radiowe, 1956 – nagr. płytowe, 1978)
- Arrivederci Roma (1956, 1957)
- Bella Bella Donna (duet z Janem Dankiem, 1956)
- Błękitny kwiat (1956, 1957) (muz. Romeo i Perfetti, sł. Z. Kaszkur i Z. Zapert)
- Bolero (1957)
- Dwie paczki papierosów (1955)
- Gelsomina (1959)
- Indonezja (1956)
- Spokojnej nocy (1954)
- Kobieta i mężczyzna (duet z Nataszą Zylską, 1957) (muz. J. Gleason, sł. T. Śliwiak)
- Mexicana
- Most na rzece Kwai (1959)
- Pieśń miłości (1954)
- Piosenka kubańska (znane także jako Kuba, wyspa jak wulkan gorąca) (1956)
- Pozory mylą (1959)
- Samba (muz. Art Sullivan, sł. A. Jakowska)
- To tylko tu (duet z N. Zylską) (muz. H. Gietz, sł. J. Świąć)
- Tylko serce nie uśnie
- Vaya con Dios (duet z Janem Dankiem, 1956)
- Volare (1958)
- Wrocławskie gwiazdy (1957)
- Za kilka lat (1959)
- Zimowa piosenka (1957) (muz. W. Kazanecki, sł. W. Jeżewski)

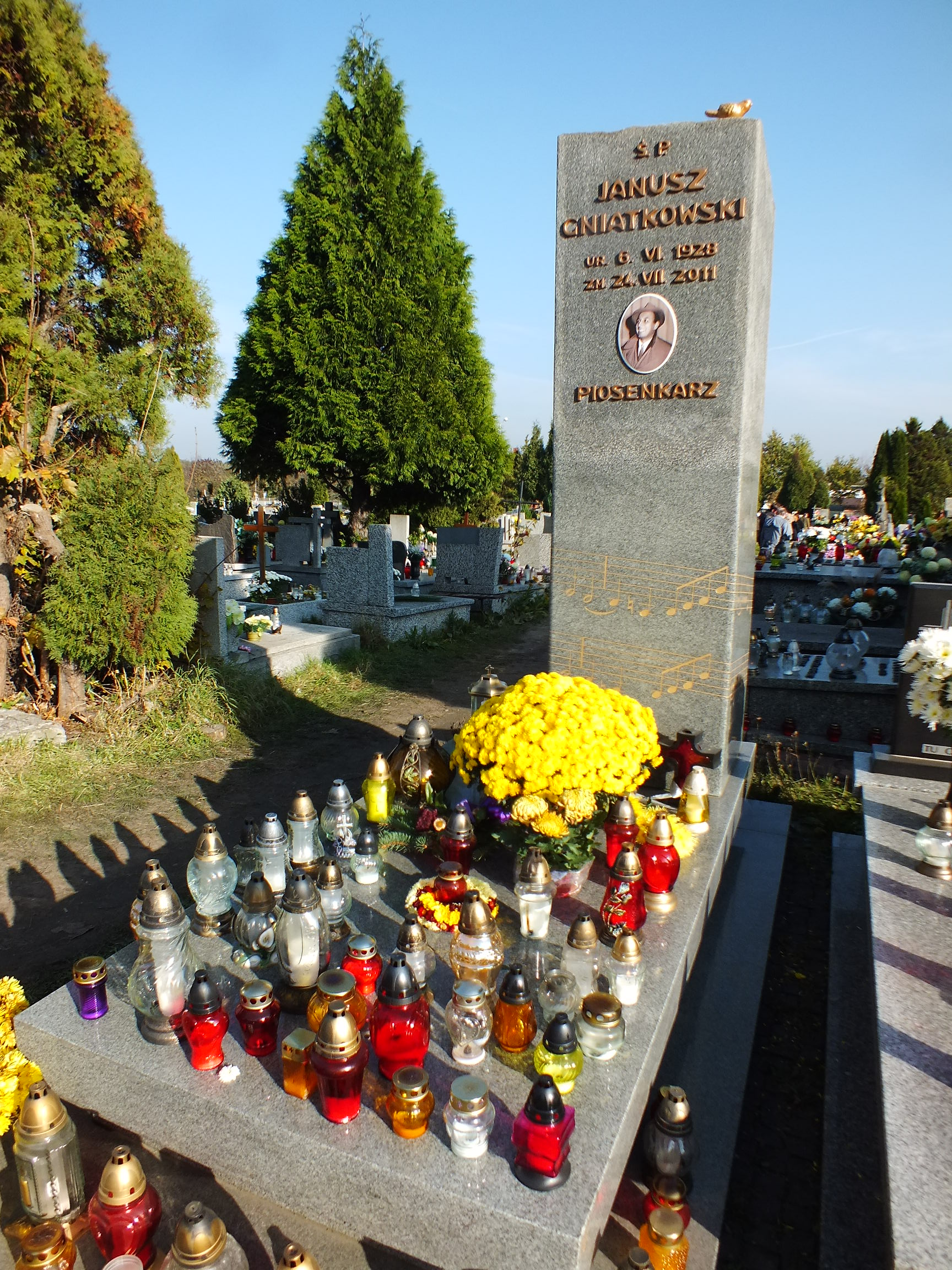
Grób piosenkarza na częstochowskim cmentarzu Kule

## Dyskografia (wybór)
EP (minialbumy)
- Janusz Gniatkowski / Regina Bielska – split, PN Muza N 0071
- Janusz Gniatkowski / Jan Danek PN Muza N 0021
- Natasza Zylska i Janusz Gniatkowski oraz Natasza Zylska i Jan Danek / Natasza Zylska PN Muza N 0037
- Janusz Gniatkowski / Lidia Czarska PN Pronit N 0063